# Galo de maiólica de Vasylkiv

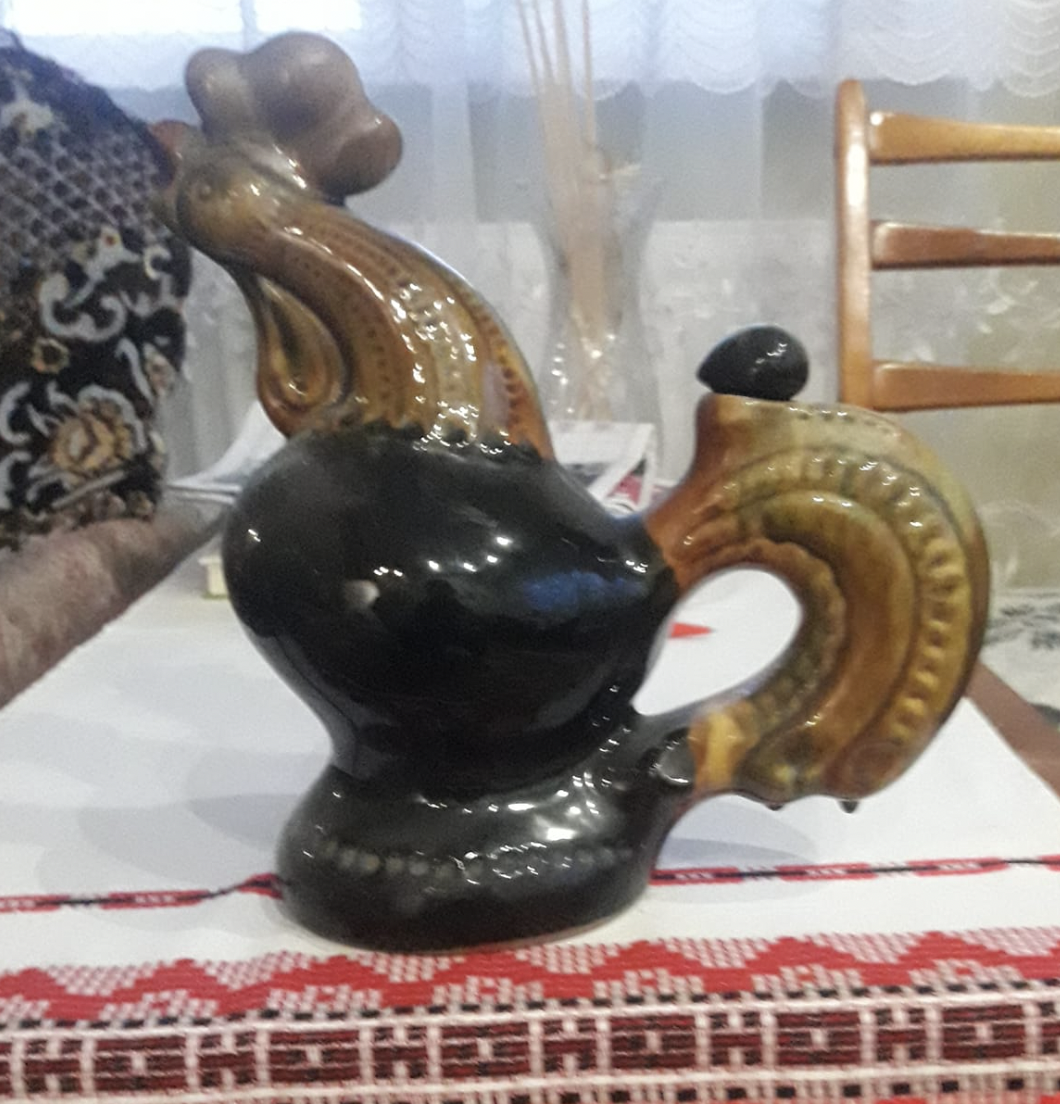
o galo em cima de uma mesa de uma família ucraniana

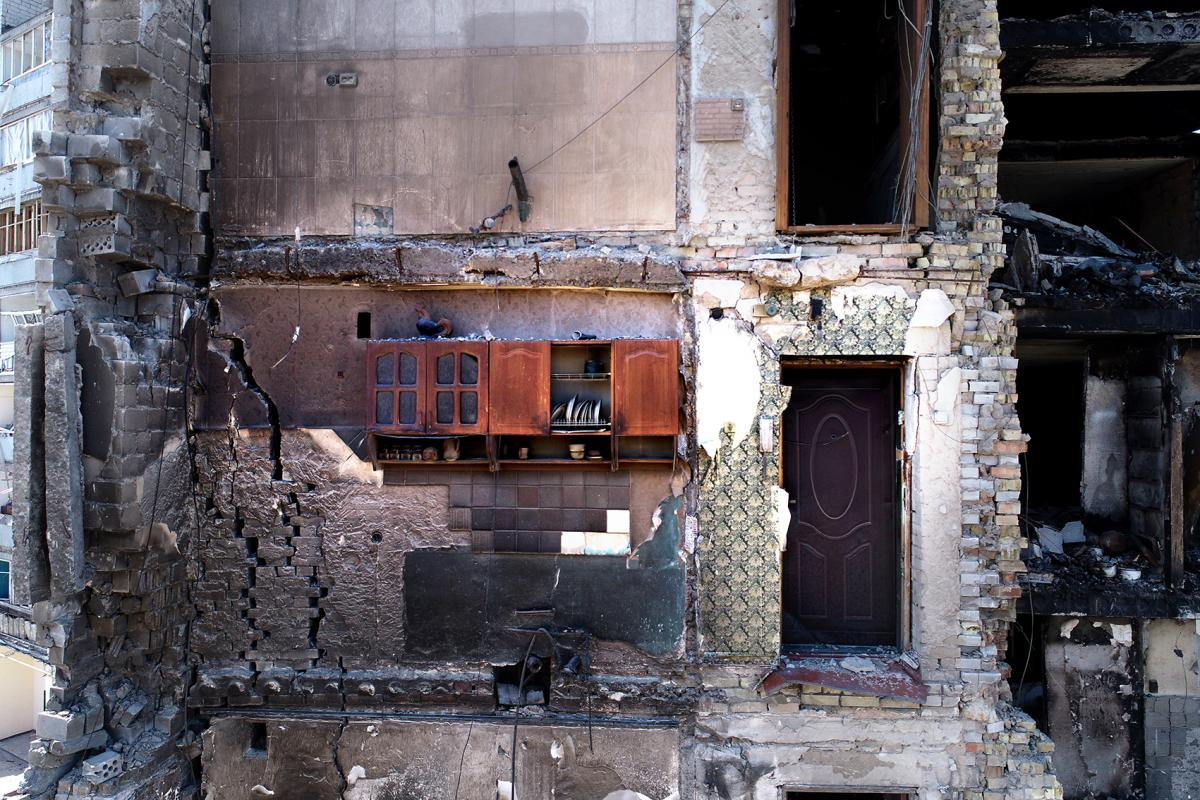
O galo em cima do armário numa casa em ruínas, Borodianka, abril de 2022

O galo de maiólica de Vasylkiv (em ucraniano:  Півник васильківської майоліки) é uma peça decorativa produzida pela fábrica maiólica em Vasylkiv, criada por Valerii Protoriev e Nadiia Protorieva. Tornou-se um símbolo de resiliência durante a invasão russa da Ucrânia (2022) depois de uma foto de uma das casas em Borodianka se tornar viral: apesar do apartamento estar quase totalmente destruído, um armário de cozinha na parede sobreviveu. Após uma inspeção mais detalhada, um galo de maiólica foi encontrado em cima dele.

## História
O galo foi produzido na fábrica de maiólica em Vasylkiv desde o início dos anos 1960 até os anos 1980.
Depois de uma foto de um armário sobrevivente, numa casa em ruínas em Borodianka, o galo ficou famoso em todo o mundo e a mídia ucraniana e as pessoas nas redes sociais interessaram-se por esta obra de arte. O armário foi fotografado por Yelyzaveta Servatynska e a deputada do Conselho Municipal de Kiev, Victoria Burdukova, chamou a atenção de todos para o galo.
O galo, juntamente com o armário, foram levados para a exposição do Museu Nacional da Revolução da Dignidade.

## Autores

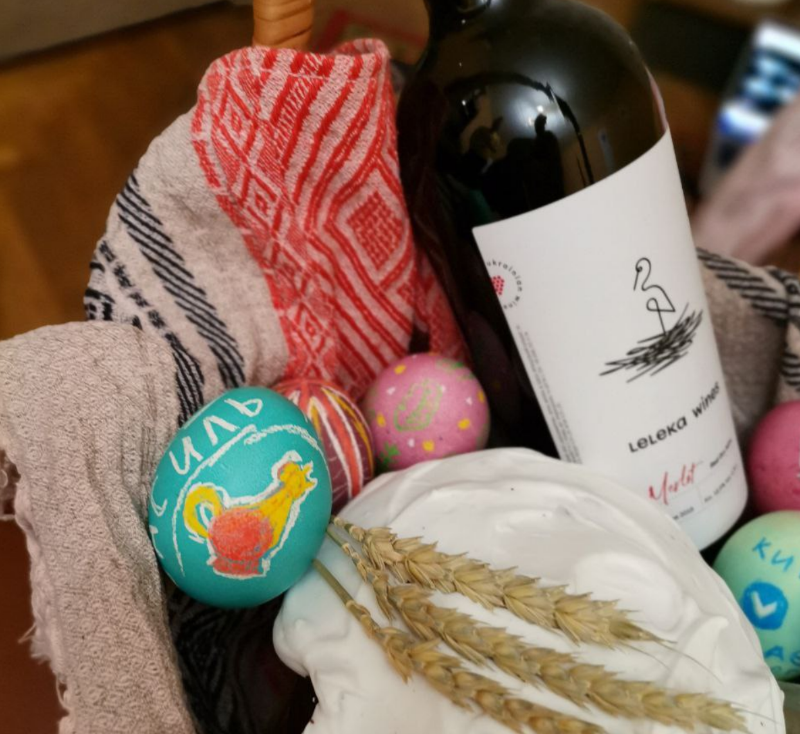
Pysanka com o galo Borodianka

A obra foi inicialmente atribuída erroneamente a Prokop Bidasiuk.
Serhii Denysenko, o artista-chefe da fábrica de maiólica de Vasylkiv, acredita que a autoria do galo pertence a Valerii Protoriev e à sua esposa Nadiia.

## Símbolo
O galo tornou-se um dos temas populares para os pysanky (ovos da Páscoa). Durante a visita do primeiro-ministro do Reino Unido, Boris Johnson, a Kiev no dia 9 de abril de 2022, ele e o presidente da Ucrânia, Volodymyr Zelenskyi, foram presenteados com galos de cerâmica semelhantes.